# Polystachya subulata
Polystachya subulata là một loài thực vật có hoa trong họ Lan. Loài này được Finet miêu tả khoa học đầu tiên năm 1911.